# Limonia anthracina
Limonia anthracina là một loài ruồi trong họ Limoniidae. Chúng phân bố ở miền Cổ bắc.